# Tân Cương thuộc Thanh
Tân Cương thuộc Thanh (tiếng Trung: 西域新疆; Hán-Việt: Tây vực Tân Cương; bính âm: Xīyù Xīnjiāng, tiếng Mãn: ᡳᠴᡝ
ᠵᡝᠴᡝᠨ, Möllendorff: ice jecen) là sự cai trị của nhà Thanh được thiết lập trong giai đoạn cuối của Chiến tranh Thanh – Chuẩn Cát Nhĩ khi Hãn quốc Chuẩn Cát Nhĩ bị chinh phục bởi triều Thanh do người Mãn thành lập ở Trung Quốc, và kéo dài cho đến khi triều Thanh sụp đổ vào năm 1912. Chức vụ Tướng quân I Lê được thành lập để cai quản toàn bộ Tân Cương và báo cáo cho Lý Phiên Viện, một cơ quan chính phủ của nhà Thanh giám sát các vùng biên cương của đế quốc. Tân Cương được chuyển thành một tỉnh vào năm 1884.